# Marie de Louvencourt
Marie de Louvencourt (1680-1712) est une librettiste et poétesse française.

## Biographie
Née à Paris en 1680, fille d'Augustin de Louvencourt. Musicienne, elle s'accompagnait au théorbe pour chanter ses poèmes. Madeleine de Scudéry, qui était de ses amies, publia dans les Entretiens de Morale des poèmes de Marie de Louvencourt. Elle mourut à Paris, en novembre 1712 Les vers qui lui échappèrent, peu de momens avant sa mort, présentent le tableau d'une ame ferme et calme, à qui la philosophie n'était pas étrangère.
Sur sa prochaine mort, lire en ligne.

## Œuvres

### Cantates
- L'Amour piqué par une abeille (lire en ligne), musique de Clérambault[3]
- La Musette (lire en ligne)
- Médée, musique de Clérambault[4]
- Ariane ; Céphale et l'Aurore ; Zéphir et Flore ; Psyché ; Alphée et Aréthuse ; Léandre et Héro ; Pygmalion ; Pirame et Thisbé, mises en musique par Clérambault et d’autres grands maîtres[5]

On trouve ces cantates dans Souvenirs des muses, ou Collection des poètes français morts à la fleur de l'âge, par Buisson.

### Poésie
Ses poésies — peu nombreuses — ont été recueillies dans le Parnasse des dames, t. V, Billardon de Sauvigny, Ruault, 1773, p. 196 (malheureusement ce tome manque parmi les exemplaires disponibles en ligne).
- Poème à son amie Madeleine de Scudéry, dite Sapho Généreuse Sapho, dont la plume sçavante Jean François de Lacroix, Dictionnaire portatif des femmes célèbres.
- Prière pour le Roy. Dieu tout puissant qui lances le tonnerre p. 341-342 ; La Nouvelle Pandore de Claude-Charles Guyonnet de Vertron.

## Critique
- « Son humeur était douce, sa conversation pleine de charmes et d'agréments ; elle chantait bien, elle joignait à une voix brillante le goût le plus exquis, et jouait parfaitement du théorbe. Rien n'était plus ravissant que de voir cette jeune et belle personne chanter elle-même en s'accompagnant les jolis vers qu'elle avait faits » (Billardon de Sauvigny).
- Jugement de Claude-Charles Guyonnet de Vertron La Nouvelle Pandore, ou les femmes illustres du siècle de Louis-le-Grand page 342